# Jenna Dewan
Jenna Dewan (Hartford, 3 de dezembro de 1980) é uma atriz e dançarina norte-americana. Ela é mais conhecida pelos seus papéis como Tamara Riley em Tamara, Nora Clark em Ela Dança, Eu Danço, Freya Beauchamp em As Bruxas de East End, Priscilla em Virgem em Apuros, Rachel Matthews em Clube das Mulheres, Emma Carr em Fab Five: Aprontando pra Valer e Lucy Lane em Supergirl.

## Biografia
Jenna nasceu em Hartford, Connecticut, filha de Nancy Smith (nascida Bursch) e Darryll Dewan, que foi RB no time Notre Dame Fighting Irish de 1972. Seu pai é de ascendência síria-libanesa e polonesa e sua mãe é de ascendência alemã e inglesa. É a única menina de quatro filhos, irmã de Dawson Dewan, Dayne Dewan e Daniel Dewan. Seus pais se divorciaram quando ela era criança e sua mãe se casou com Claude Brooks Smith.
Quando criança, Jenna se mudava frequentemente; ela mencionou em uma entrevista que viveu em sete cidades antes de entrar para a sétima série. Enquanto frequentava o ensino secundário na Notre Dame Preparatory School em Towson, Maryland, era líder de torcida do time da escola. Ela foi transferida para Grapevine High School em Grapevine, Texas, onde também foi líder de torcida do time da escola e formou-se em 1999 sendo eleita rainha do baile no seu último ano. Jenna foi para a USC e foi membro da California Gamma Chapter do Pi Beta Phi (ΠΒΦ).

## Vida pessoal

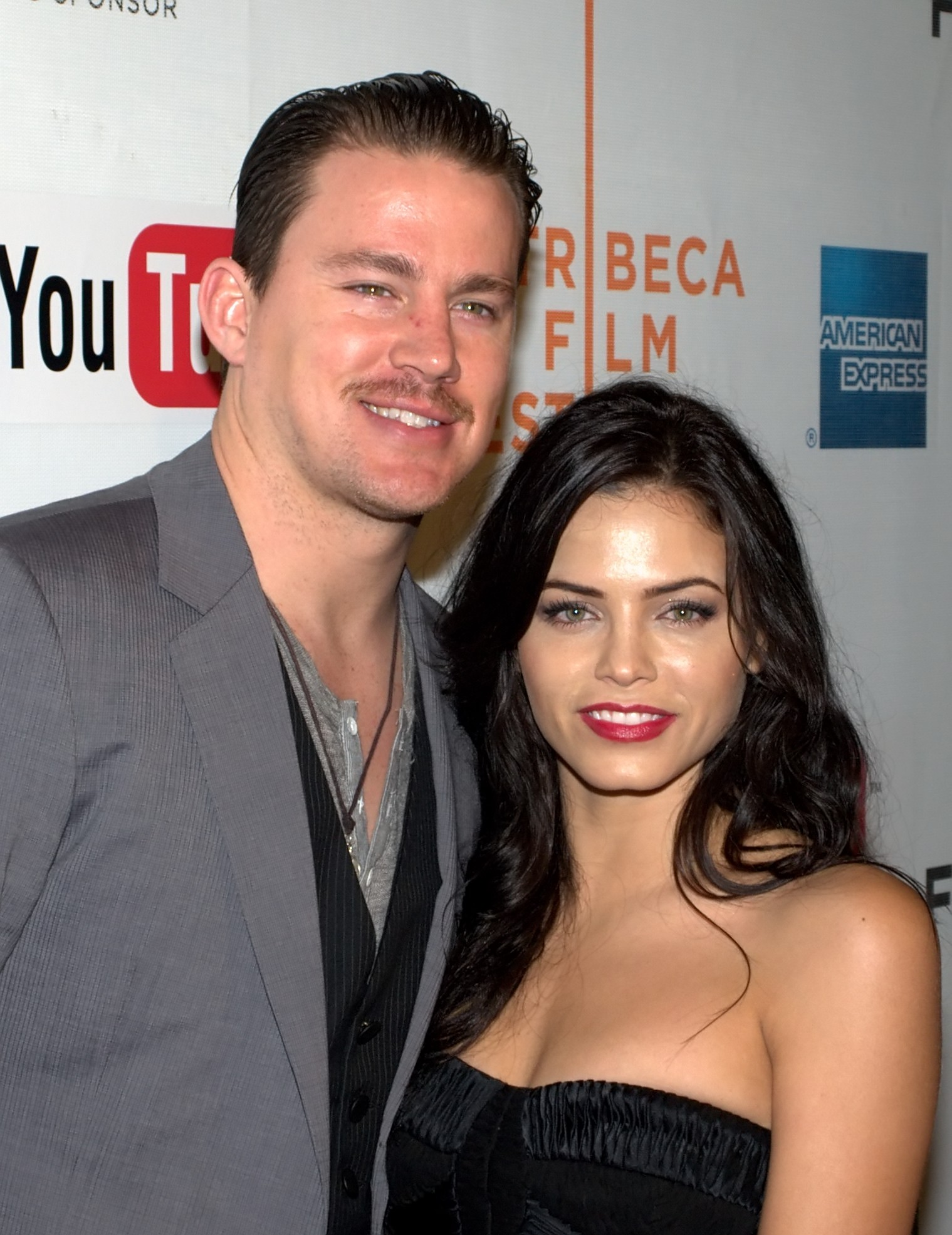
Jenna com o ex-marido Channing Tatum em 2010.

Jenna teve um relacionamento amoroso com Justin Timberlake em 2002 e com Shane West de 2003 a 2005.
Em 2005, conheceu o ator Channing Tatum no set de Step Up. Eles começaram a namorar logo após o término das filmagens. O casal ficou noivo em setembro de 2008 em Maui, Havaí. No dia 11 de julho de 2009, eles se casaram em Malibu, Califórnia.
Em dezembro de 2012, Jenna e Channing anunciaram a gravidez do primeiro filho do casal. Everly Elizabeth Maiselle Tatum nasceu no dia 31 de maio de 2013, em Londres.
Em 3 de abril de 2018 anunciaram a separação.
Jenna é ativista dos direitos dos animais e vegana. Ela está criando sua filha como vegetariana, mas diz que vai deixá-la decidir o que comer quando atingir idade suficiente.

## Filmografia

### Cinema
| Ano  | Título                                            | Papel              | Nota                 |
| ---- | ------------------------------------------------- | ------------------ | -------------------- |
| 2002 | The Hot Chick                                     | Figurante          |                      |
| 2005 | Waterborne                                        | Devi               |                      |
| 2005 | Tamara                                            | Tamara Riley       |                      |
| 2006 | Take the Lead                                     | Sasha              |                      |
| 2006 | Step Up                                           | Nora Clark         |                      |
| 2006 | The Grudge 2                                      | Sally              |                      |
| 2008 | Love Lies Bleeding                                | Amber              | Diretamente em vídeo |
| 2008 | Fab Five: The Texas Cheerleader Scandal           | Emma Carr          | Telefilme            |
| 2009 | Falling Awake                                     | Alessandra         |                      |
| 2009 | The Six Wives of Henry Lefay                      | Sarah Jane         |                      |
| 2009 | The Jerk Theory                                   | Molly Taylor       |                      |
| 2009 | American Virgin                                   | Priscilla          |                      |
| 2011 | The Legend of Hell's Gate: An American Conspiracy | Katherine Prescott |                      |
| 2011 | Clube das Mulheres                                | Rachel Matthews    |                      |
| 2011 | Ten Years                                         | Jess               |                      |
| 2011 | Setup                                             | Mia                |                      |
| 2013 | She Made Them Do It                               | Sarah Pender       | Telefilme            |
| 2013 | Slightly Single in L.A.                           | Hallie             |                      |
| 2019 | The Wedding Year                                  |                    |                      |
| 2019 | Berlin. I Love You                                |                    |                      |

### Televisão
| Ano       | Título                        | Papel           | Nota                                                  |
| --------- | ----------------------------- | --------------- | ----------------------------------------------------- |
| 2004      | Quintuplets                   | Haley           | Episódio 3                                            |
| 2004      | The Young and the Restless    | Donna           | 2 episódios                                           |
| 2005      | Joey                          | Tanya           | Temporada 1, Episódio 23                              |
| 2009      | Melrose Place                 | Kendra Wilson   | Episódios 7 e 8                                       |
| 2011      | The Playboy Club              | Coelhinha Janie | Elenco principal, 3 episódios                         |
| 2012-2013 | American Horror Story: Asylum | Teresa Morrison | 6 episódios (2 sem crédito)                           |
| 2013-2014 | Witches of East End           | Freya Beauchamp | Elenco principal, 23 episódios                        |
| 2014      | The Mindy Project             | Brooke          | Temporada 2, Episódio 17                              |
| 2015-2016 | Supergirl                     | Lucy Lane       | Elenco recorrente                                     |
| 2016      | Lip Sync Battle               | Ela mesma       | Temporada 2, Episódio 1                               |
| 2016      | No Tomorrow                   | Tuesday         | Temporada 1, Episódio 4                               |
| 2017-2018 | Man with a Plan               | Jen             | Episódio: "The A Team", Episódio: "The Party Planner" |
| 2018      | The Resident                  | Julian Booth    | Elenco recorrente (2ª temporada)                      |
| 2019      | Soundtrack                    | Joanna          | Elenco regular                                        |

### Videoclipes
| Ano  | Título                              | Artista                             |
| ---- | ----------------------------------- | ----------------------------------- |
| 1999 | "So Real"                           | Mandy Moore                         |
| 2000 | "He Wasn't Man Enough"              | Toni Braxton                        |
| 2000 | "Upside Down"                       | A*Teens                             |
| 2000 | "Doesn't Really Matter"             | Janet Jackson                       |
| 2000 | "Honey Bee"                         | Belle Perez                         |
| 2001 | "All for You"                       | Janet Jackson                       |
| 2001 | "You're No Good"                    | Ellie Campbell                      |
| 2002 | "Gossip Folks"                      | Missy Elliott                       |
| 2003 | "One Heart"                         | Celine Dion                         |
| 2003 | "Juramento"                         | Ricky Martin                        |
| 2006 | "(When You Gonna) Give It Up to Me" | Sean Paul apresentando Keyshia Cole |
| 2006 | "Get Up"                            | Ciara apresentando Chamillionaire   |
| 2010 | "Not Myself Tonight"                | Christina Aguilera                  |

## Prêmios e indicações
| Ano  | Premiação          | Categoria                | Trabalho | Resultado |
| ---- | ------------------ | ------------------------ | -------- | --------- |
| 2007 | Teen Choice Awards | Escolha de Cinema: Dança | Step Up  | Venceu    |